# Guantanamera (sång)
Guantanamera, som betyder "kvinna från Guantánamo" är en välkänd folksång från Kuba, som spelats in med flera olika texter. Musikern Joseíto Fernández brukar officiellt omskrivas som kompositör, då han var först med att göra sången populär på Kuba 1929, men det är oklart vilken den äldsta inspelningen är. Några av de artister som hjälpte till att göra låten till en internationell hit är the Weavers som spelade in den 1963, Pete Seeger från samma år och den amerikanska vokalgruppen the Sandpipers 1966. Dess popularitet höll i sig mycket länge och enligt discogs släpptes den på över 2000 olika skivutgåvor både 1970 och 1990.

## Texten
Den mest spridda texten till sången baseras på fyra dikter ur diktsamlingen Versos Sencillos av den kubanska poeten och frihetskämpen José Martí, omskrivna av Julián Orbón.
På grund av sångens struktur var den enkel att använda till olika, ofta improviserade texter, på samma sätt som den mexikanska folksången "La Bamba". Joseíto Fernández började använda sången i slutet av sitt dagliga radioprogram och då ändra på texten, som kunde bli romantisk, patriotisk, humoristisk eller socialt kommenterande, och på detta sätt spreds sången på Kuba och till andra spansktalande delar av världen.
Den text som Fernández oftast använde handlar om en bondkvinna eller flicka från landet från Guantánamo, som han en gång hade en relation med men som lämnade honom. I den versionen har den ibland titeln Guajira Guantanamera, där guajira är namnet på den speciella kubanska musikgenre, som Guantanamera tillhör. 

## Musiken
Joseíto Fernández omskrivs ofta som den som även skrivit musiken, och då tillskrivs den ofta vara från 1929. Det har hävdats att sångstrukturen härstammar från Herminio "El Diablo" García Wilson, som också ibland har omskrivit som medkompositör. Garcías arvingar tog flera decennier senare saken till domstol men förlorade, då People's Supreme Court of Cuba 1993 hävdade att Fernández ensam är låtens kompositör.

## Kända inspelningar
Den äldsta kända inspelningen av låten är av Joseíto Fernández och från 1930-talet, men exakt årtal är okänt.
På 1940-talet spelades den in av Compay Segundo. År 1957 släpptes den av Manny Lopez And His Orchestra i ett arrangemang av  George Hernández. I maj 1963 spelade The Weavers in låten på sin konsert Reunion At Carnegie Hall och kort därefter tog Pete Seeger med låten på sitt album We Shall Overcome, som också spelades in live på Carnegie Hall.
Seegers version byggde på Julián Orbón och José Martís text, baserat på hur låten framfördes av Héctor Angulo. Detta var tiden för Kubakrisen och Seegers intention var att låten skulle användas av fredsrörelsen. Han uppmanade folk att sjunga sången som en symbol för samhörigheten mellan det amerikanska och kubanska folket.

### The Sandpipers
Den mest kommersiellt framgångsrika versionen av "Guantanamera" i den engelsktalande delen av världen spelades in 1966 av easy listening-vokalgruppen The Sandpipers. Deras version byggde på The Weavers inspelning från Carnegie Hall reunion concert 1963, i en omarbetning av Mort Garson och producerades av Tommy LiPuma. Utöver gruppens sång innehåller körsång av Robie Lester och ett talat parti av producenten LiPuma. It reached No. 9 on the Billboard Hot 100 and No. 7 on the UK Singles Chart.

### Celia Cruz
"Guantanamera" är en av den kubanska sångerskan Celia Cruz (1925–2003) mest kända av hennes repertoar. Den förekommer på mer än 240 olika album och samlingsskivor, där den äldsta härstammar från 1968 och är inspelad på den mexikanska etiketten Tico Records.

### Andra inspelningar
Den har spelats in av en rad olika artister, som Willy Chirino, Julio Iglesias, Joan Baez, Albita, Jimmy Buffett, Celia Cruz, Bobby Darin, Nini Camps, Betty Curtis, Raul Malo, Joe Dassin, Muslim Magomayev, José Feliciano, Tony Mottola, Biser Kirov, Wyclef Jean, Puerto Plata, Trini Lopez, La Lupe, Nana Mouskouri, Jerry Williams, Tito Puente, Raulín Rodríguez, Andy Russell, Maria Del Rey, Gloria Estefan, Pete Seeger, Robert Wyatt, och av grupper som Fugees, The Mavericks, Buena Vista Social Club, Los Lobos, Pozo-Seco Singers, Todos Tus Muertos, Die Toten Hosen, The Spinners och Gipsy Kings.

## Svenska texter och parodier
Ewert Ljusberg har på plattan Guds bästa barn 1981 spelat in en text om höga priser på krogen, betitlad Fan ta mej mera. Under 2010- och 2020-talets Sverige har sången travesterats flitigt av olika kända grupper och artister, såsom The Ark och Caroline af Ugglas, i Returpacks reklamkampanj Pantamera.